# Hanging Around
Hanging Around är en låt av The Cardigans, utgiven som singel den 12 juli 1999. Singeln finns med på albumet Gran Turismo, utgivet den 19 oktober 1999. Musikvideon, som regisserades av Sophie Muller, är inspirerad av Roman Polanskis film Repulsion från 1965; Nina Persson spelar rollen som "Carol".

## Låtlista
CD-maxisingel (Storbritannien)
1. Hanging Around (Alternative Radio Mix) – 3:41
2. My Favourite Game (Rollo's Mix) – 6:37
3. Hanging Around (Nåid Remix) – 4:10)
4. Hanging Around (CD-ROM Video) – 3:41

CD-maxisingel (alternate version)
1. Hanging Around (Radio Version) – 3:43
2. Hanging Around (Jasmine St. Claire Mix) – 4:49
3. Hanging Around (Nåid Remix) – 4:10
4. Erase/Rewind (Director's Cut Video) – 3:35

## Medverkande
- Nina Persson – sång
- Peter Svensson – gitarr
- Magnus Sveningsson – basgitarr
- Lars-Olof Johansson – gitarr
- Bengt Lagerberg – trummor